# Placomusofilie

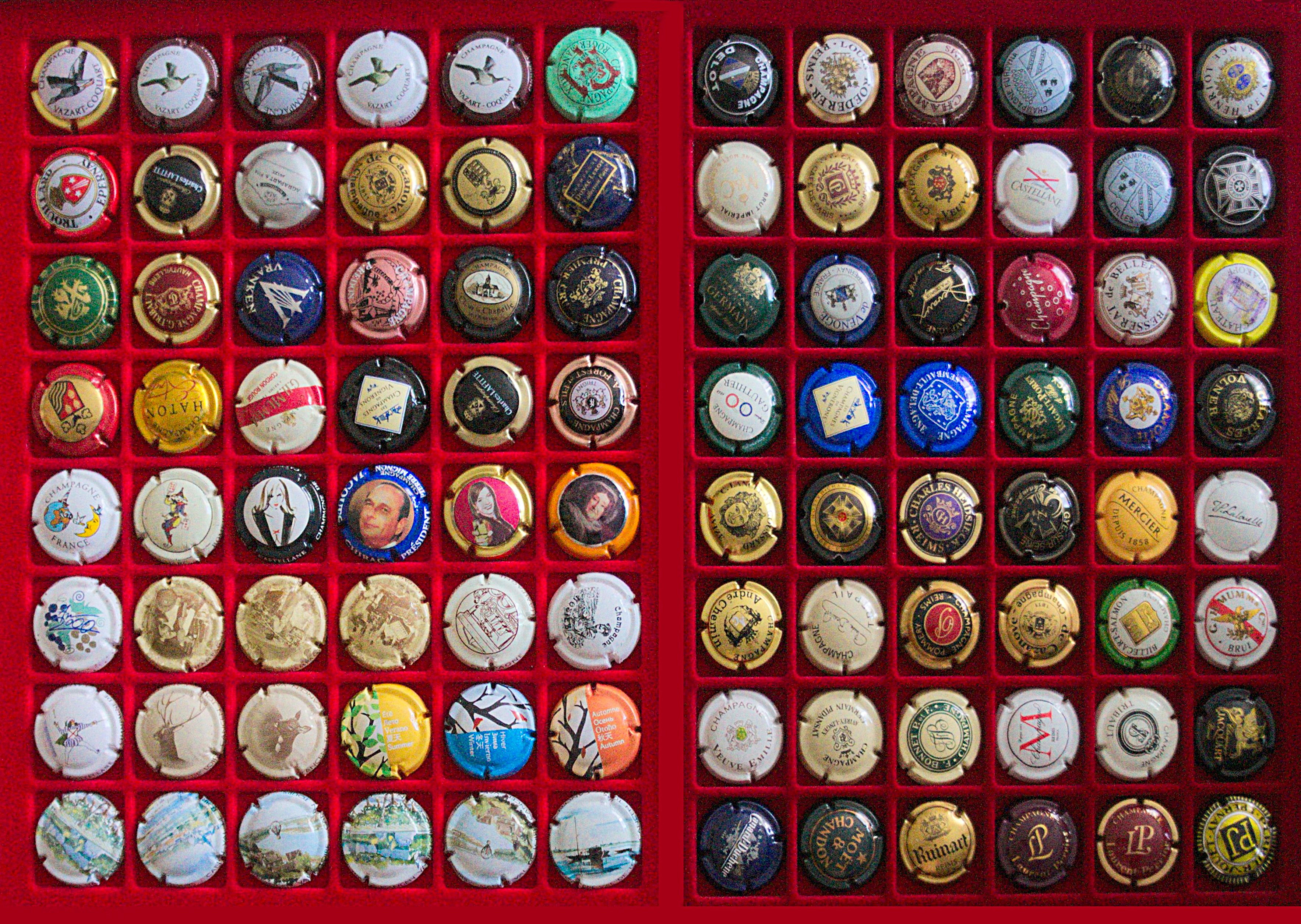
Presentatie van plaquettes

Placomusofilie is het verzamelen van museletplaten of correcter, de plaque. De verzamelaar wordt placomusofiel genoemd.

## Voorwerp van de collectie
De plaque is de ronde metalen plaat die zich bovenaan de dop van een bruisende drank bevindt: champagne, mousserende wijn, crémant, bier, enz. — waardoor wordt voorkomen dat de dop die door de muselet van metaaldraad op zijn plaats wordt gehouden, hierdoor wordt beschadigd. Het wordt vaak een capsule genoemd, hoewel deze term ook veel andere soorten flessluitingen omvat. Er zijn veel soorten capsules, waarvan de bekendste in Frankrijk die van champagne zijn. Veel verzamelaars beperken zich tot deze categorie van capsules.
Maar de plaque van mousserende wijn of crémants, Franse en buitenlandse, alsook die van bier en andere dranken, hebben hun fans. Met de populariteit van het verzamelen van deze capsules zijn veel van deze capsules van de status van een eenvoudig herkenningsteken veranderd in die van een promotieobject, of zelfs een echt kunstwerk. Verzamelaars gebruiken verschillende werken om de waarde te beoordelen, en verschillende winkels en tijdschriften zijn gespecialiseerd in dit soort collecties. Transacties en uitwisselingen worden ook op grote schaal op internet beoefend. Maar alleen echt oude en zeldzame borden halen een prijs van een paar honderd euro. Er worden verschillende opbergmethoden gebruikt: albums, vitrines, lades, etc. doorgaans uitgerust met voorgevormde dozen waardoor de platen op hun plaats kunnen ‘klikken’.

## Geschiedenis
De champagnecapsule is bekend sinds 5 juli 1844, de datum van een patent bij het Ministerie van Landbouw, ingediend door Adolphe Jacquesson, koopman in Châlons-en-Champagne. Het zorgde voor een betere afdichting van de kurk, die daarvoor met henneptouwen op zijn plaats werd gehouden. Deze uitvinding bestond uit een tinnen plaat die stevig werd vastgehouden door gedraaide ijzerdraden.
De afdruk van het woord Champagne verscheen begin XXste eeuw op deze capsules. Vervolgens werden ze reclame voor elk merk.
De term placomusofiel werd in de jaren tachtig bedacht door Claude Mailliard in Vertus.
Vertus, een dorp aan de Côte des Blancs, zag in 1989 de eerste placomusophilia-verzamelingsuitwisseling. Sindsdien wordt dit evenement elk jaar op 11 november georganiseerd. Vertus kreeg de titel van “wereldhoofdstad van de champagnecapsules“.

## De collectie

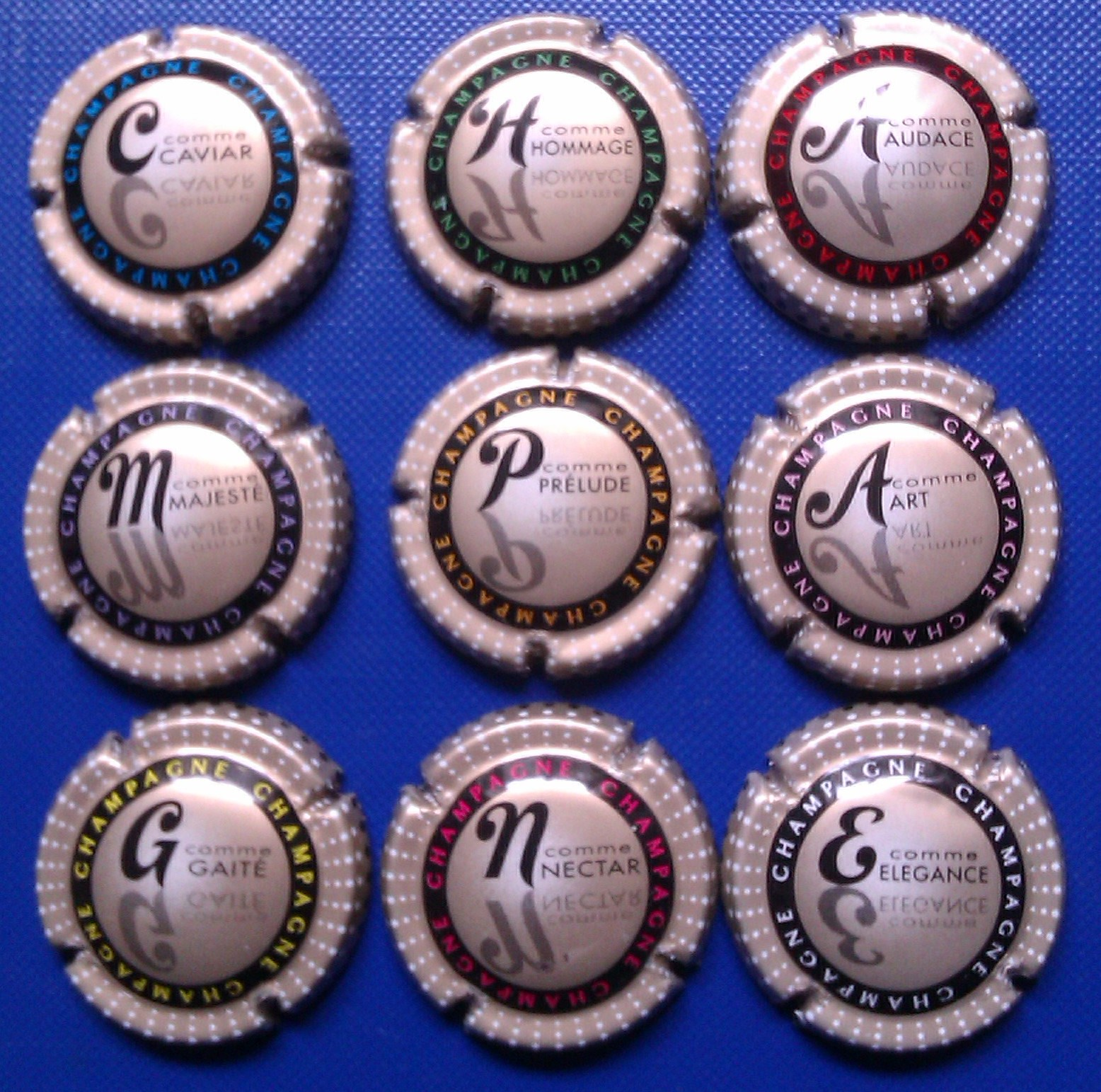
Capsule-serie.

Het exacte aantal verschillende muselet platen is lastig precies vast te stellen, maar is meer dan 140.000 (cijfer eind 2024 op basis van een gekende online verzamelingssite). Met de ontwikkeling van deze collectie hebben producenten de afgelopen jaren nieuwe kansen gezien en vele varianten uitgebracht, zonder te aarzelen om elk jaar van kleur te veranderen, voor al hun jaargangen. Sommige zijn zelfs gemaakt voor exclusief gebruik door verzamelaars, deze capsules worden gelegenheidscapsules genoemd.
Terwijl sommige enthousiastelingen alle capsules verzamelen, concentreren anderen zich liever op een thema (dieren, personages, wapenschilden, champagnefluiten, enz.) of proberen ze alle capsules van een of meer producten te verzamelen. 
Traditioneel werden de capsules uitgewisseld tussen verzamelaars volgens het één voor één-principe, maar nu is het steeds meer naar de waardering dat de uitwisselingen plaatsvinden. Deze beoordeling wordt voornamelijk geraadpleegd in twee werken: de Lambert en de Cap's. De eerste, beschouwd als ”de Bijbel” van de placomusofiel, is veruit de meest voorkomende.

### Kritiek op de Lambert
Helaas is de manier waarop de prijsbepaling gebeurt in de catalogus ondoorzichtig aangezien de heer Lambert aan het hoofd staat en zelf de prijs bepaalt.

## Galerij

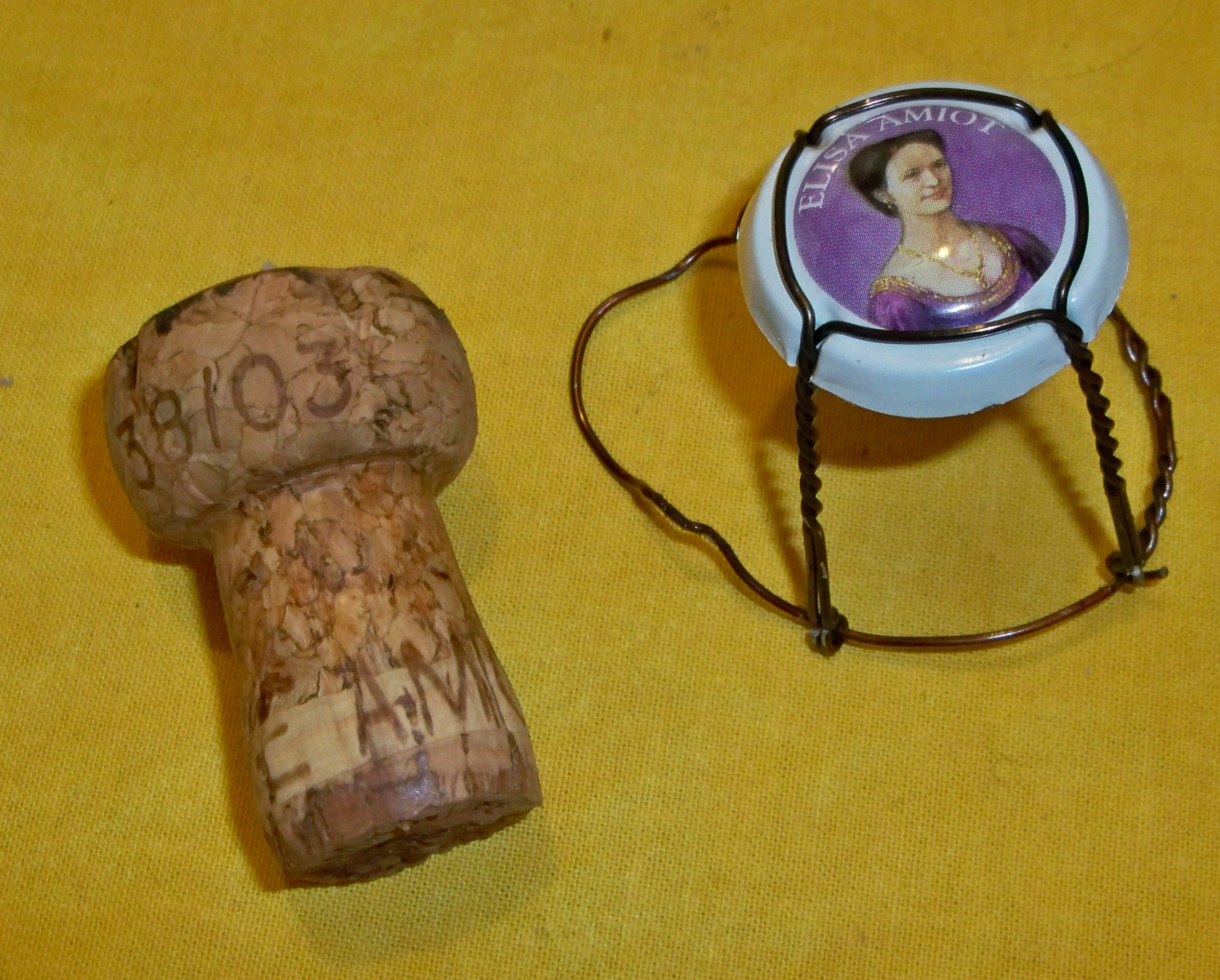
Kurk met daarnaast muselet met ingesloten plaque
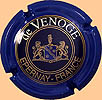
De meeste producenten versieren hun flessen met plaquettes met hun naam erop, hier een van Venoge
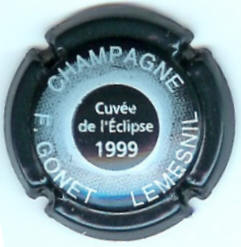
Een plaque voor een specifieke gelegenheid, herdenkingsplaten genoemd. In dit geval een Gonet-plaque voor de zonsverduistering van 1999
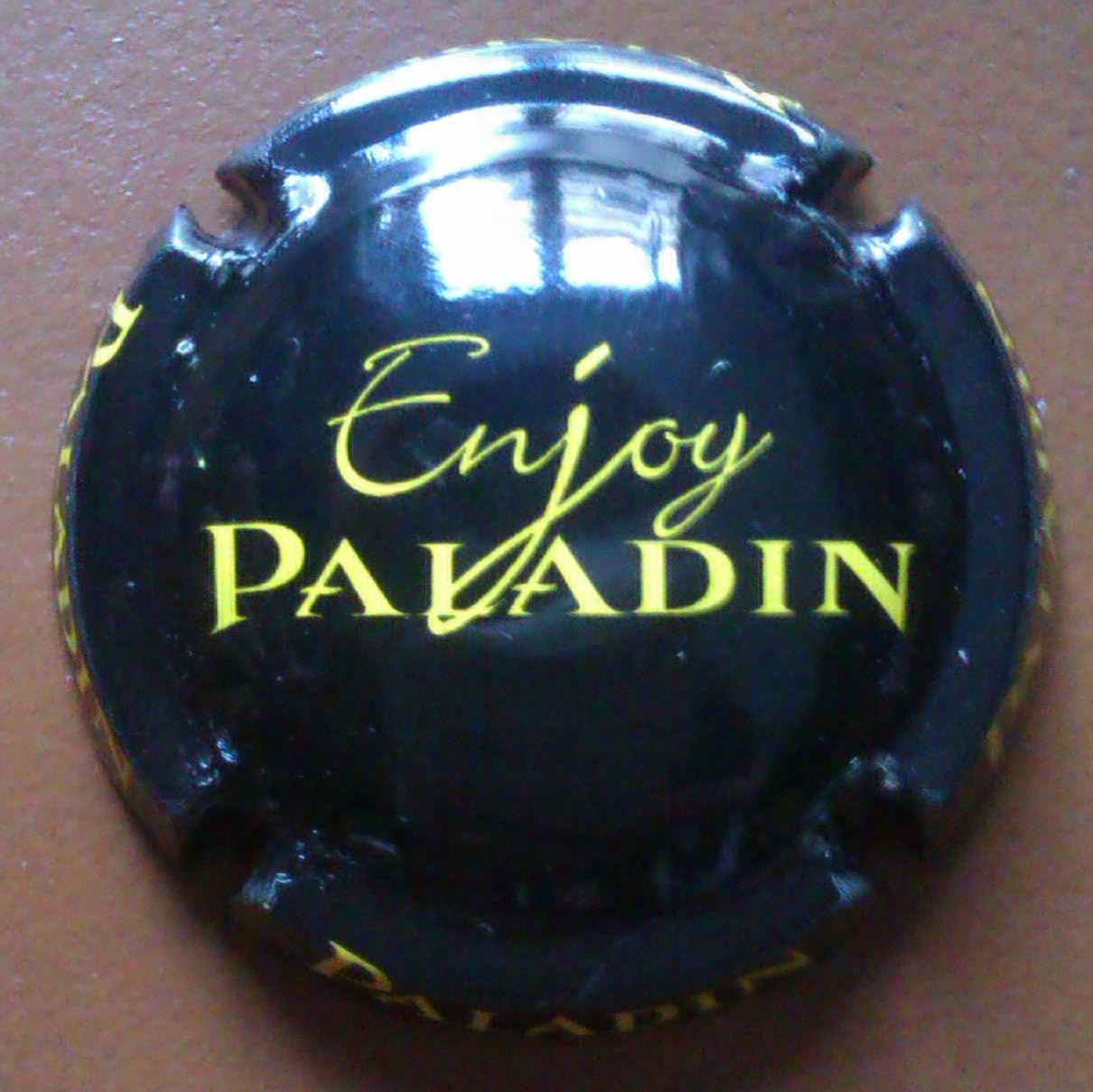
Plaque voor een spumante van Paladin (Italie)
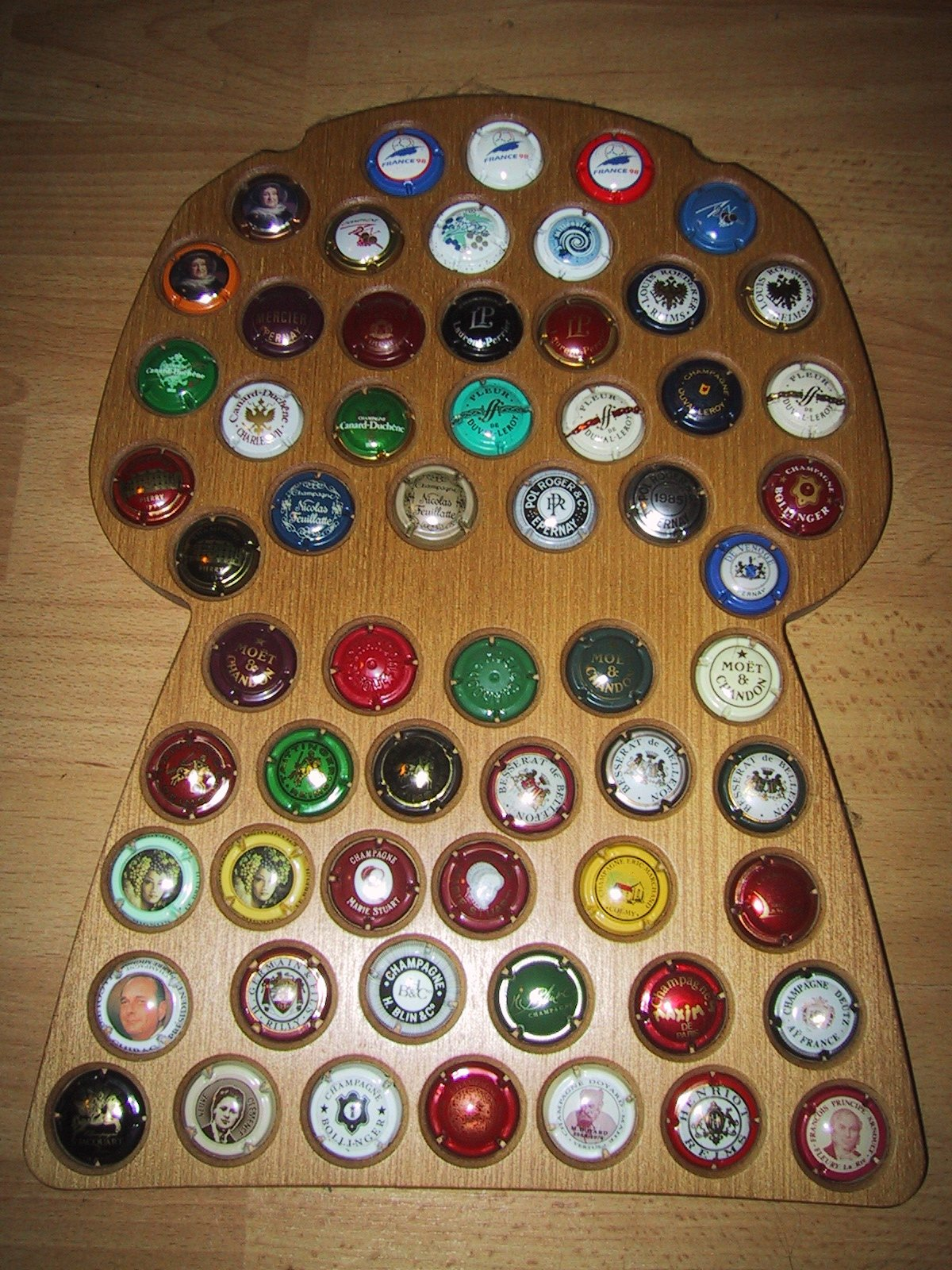
Opbergbox in de vorm van een kurk
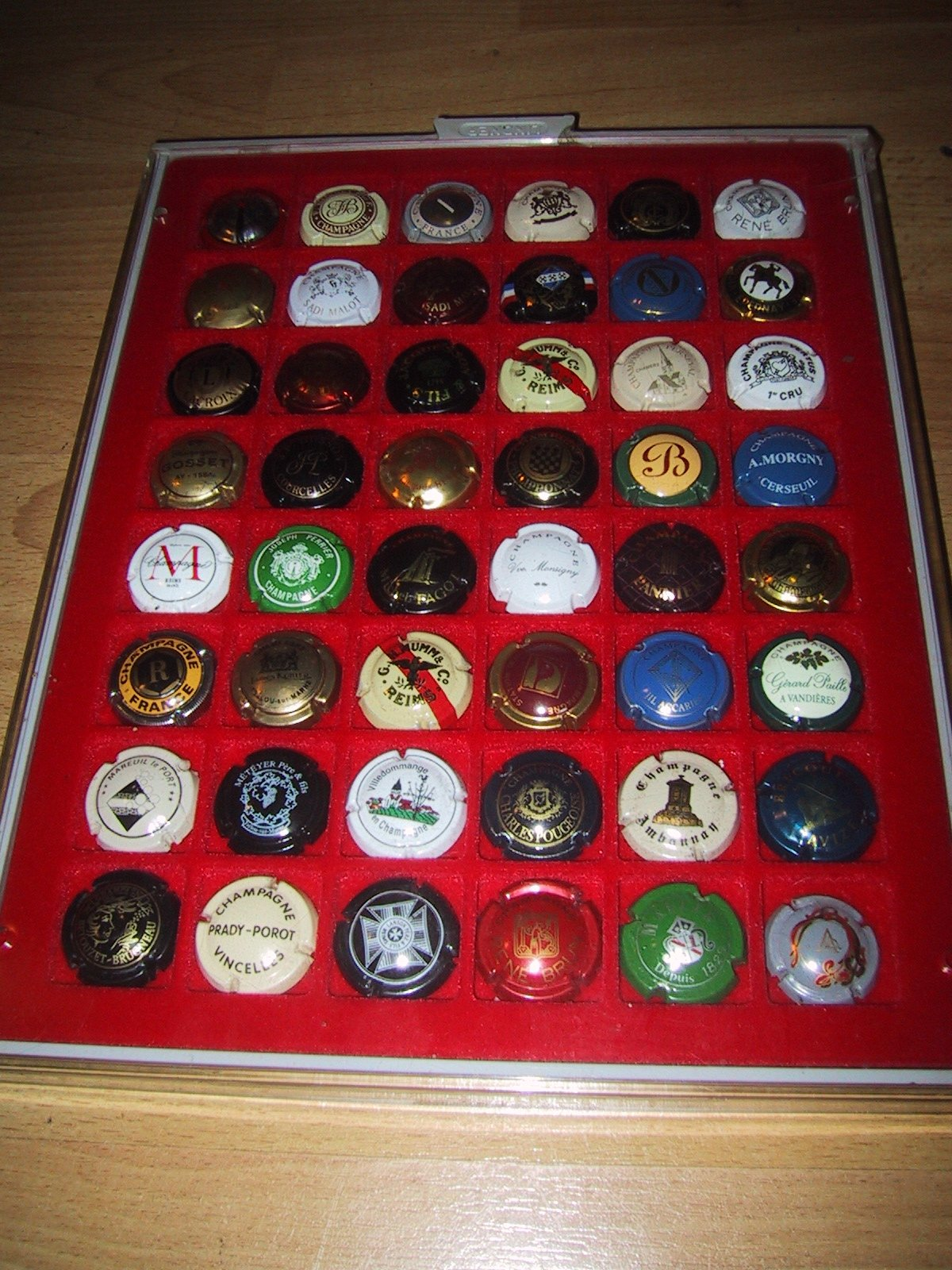
Plastieken opbergbox